# Wolf-Günter Wiesel
Wolf-Günter Wiesel (* 16. November 1947) ist ein deutscher ehemaliger Fußballschiedsrichter aus Ottbergen.

## Karriere
Wiesel gab sein Erstliga-Debüt am 30. Mai 1983. Insgesamt war er 110 Mal als Schiedsrichter in der Bundesliga im Einsatz, oft im Gespann mit den Assistenten Ralf Hilmes (Eintracht Nordhorn) und Holger Waldmann (Union Lohne). Er pfiff bis 1995 im Profifußball und wurde als FIFA-Schiedsrichter auch international in europäischen Pokalwettbewerben eingesetzt – so unter anderem in den Spielzeiten 1991/92 und 1992/93 zweimal in der UEFA Champions League. Außerdem pfiff Wiesel das DFB-Pokal-Halbfinale 1984 zwischen dem FC Schalke 04 und Bayern München, das wegen seiner Dramaturgie in die deutsche Fußballgeschichte einging, und das DFB-Supercup-Finale 1991 zwischen dem 1. FC Kaiserslautern und Werder Bremen. Im März 1990 war Wiesel der erste bundesdeutsche Schiedsrichter, der ein offizielles Fußballspiel in Ost-Berlin leitete: Das Freundschaftsländerspiel zwischen der DDR und den Vereinigten Staaten.
Zeitweilig war Wiesel im Spielausschuss des DFB tätig. Dort war er auch Leiter der Arbeitsgemeinschaft Futsal. Bis März 2006 war er auch Spielausschuss-Vorsitzender des Norddeutschen Fußball-Verbands. Nachdem er bereits 1997 ein Jahr lang Vorsitzender des Aufsichtsrats von Hannover 96 gewesen war und seither dem Aufsichtsrat ununterbrochen angehört hatte, wurde er im Jahr 2006 erneut in dieses Amt gewählt.

## Privatleben
Hauptberuflich arbeitete Wiesel 2006 als Key Account Manager bei einem Erlanger Unternehmen. Für die UEFA begutachtet er als Delegierter für Sicherheitsfragen bei internationalen Spielen Stadien in ganz Europa.